# 鶴乃湯 (山形県)
鶴乃湯（つるのゆ）は、かつて山形県鶴岡市にあった銭湯。

## 概要
山形県内に最後に残った銭湯（共同浴場やスーパー銭湯は除く）であり、映画『おくりびと』（監督：滝田洋二郎）のロケーション撮影が行われた場所として知られる。1941年（昭和16年）に開業し、2009年（平成21年）まで68年間営業していた。同映画では浴槽の色は水色であるが、これは映画の為に塗り替えられたものであり、本来の色は焦茶色である。映画撮影の終了後に本来の色に戻された。脱衣所には、同映画に出演した俳優（本木雅弘、笹野高史、峰岸徹）や監督のサイン色紙、ポスターなどの記念品が展示されていた。
使用している水は約50メートルの地下から汲み上げた地下水であり、一般的な銭湯と同様に雑菌対策として塩素系薬剤を添加している。お湯は、この地下水を薪を燃料とするボイラーで加温したものである。かつては重油燃料のボイラーを使っていたが、やがて重油が高騰したため使用を中止し、現在の薪ボイラーに変えた。給湯方法は温泉ではないため掛け流しではなく、一般的な銭湯と同様に循環式となっている。また、脱衣所の壁には銭湯特有の山水画が描かれているが、これは秋田県出身で天正寺町（現・酒田市）で看板製作業を営んでいた、看板職人（看板絵師）の藤田紫明が描いたものである。
2009年（平成21年）9月1日をもって廃業。2010年（平成22年）に鶴岡市羽黒町の庄内映画村のオープンセットに移築された（一般見学可能）。

## 来歴
- 1941年（昭和16年） - 初代女将・三谷久子によって営業が開始され、久子の夫である三谷慶之輔の父母も経営に携わる。
- 1943年（昭和18年） - 慶之輔が東京の軍事工場の勤労奉仕から戻り経営に携わる。
- 1946年（昭和21年） - 鶴岡市内の銭湯では、最初のタイル張りの浴槽となる。
- 1985年（昭和60年） - この頃から、鶴岡市と周辺市町村に温泉施設が増え始め、来客数が減少する。
- 1989年（平成元年）[元号要検証] - 久子の体調が悪くなった為、二代目女将・三谷享子と夫の三谷政弘が経営を行うようになる。
- 1995年（平成7年） - 入浴料が改定され、現在の料金になる。
- 2005年（平成17年） - 鶴岡市内にもう一軒あった銭湯の鳩ノ湯が閉店したため、鶴岡市内で唯一の銭湯となる。
- 2006年（平成18年）10月 - 経営難で閉店を考えていたところ、滝田洋二郎監督から映画『おくりびと』の撮影オファーがあり、当初、経営者は何度も断っていたが、結局は監督の熱意に根負けして了承し、撮影が行われる事となった。
- 2007年（平成19年） - 4月から5月まで、同映画のロケーション撮影が行われた。
- 2009年（平成21年） - 同映画が、第81回アカデミー賞・外国語映画賞を受賞した事により有名になり、県内外からの来客数が急増する。
  - 3月13日 - 同映画のロケに協力したとして、庄内映画村株式会社より表彰され、感謝状を授与される。
  - 5月18日 - 滝田洋二郎監督が、酒田市で行われるトークショーの前に訪れ、監督が直筆で『日本一の湯だのう！』と書いた同映画のポスターを贈呈した。このポスターは男性用脱衣所に展示していた。
  - 9月1日 - 廃業。

## 廃業時の各種データ
以下は営業当時（廃業時点）の各種情報である。
- 入浴料金 - 大人300円、中人120円、小人80円
- 営業時間 - 15時から21時
- 定休日 - 毎週日曜日（下注参照）、水曜日
- 加盟組織 - 山形県公衆浴場業生活衛生同業組合

（注）利用客の要望により日曜日も営業していた（経営者からの取材）

## 所在地
- 郵便番号 - 〒997-0034
- 所在住所 - 山形県鶴岡市本町2丁目4-21
- 緯度経度 - 北緯38度43分24.60秒・東経139度49分50.00秒

## アクセス
- 山形自動車道・鶴岡インターチェンジより、自動車で約20分。
- 鶴岡駅より庄内交通又は、あさひ交通のバスで南銀座下車、徒歩で約3分。